# الحرب المكسيكية الأمريكية
الحرب المكسيكية الأمريكية (بالإنجليزية: Mexican–American War)‏ (بالإسبانية: Intervención estadounidense en México)‏ وتسمى أيضا الحرب المكسيكية. هي حرب اندلعت بين الولايات المتحدة الأمريكية والمكسيك نتيجة لخلافات تراكمت لمدة عقدين من الزمان واستمرت ما بين عامي (1846 - 1848م).
غزت الولايات المتحدة المكسيك، وأثناء الحرب، احتلت مكسيكو سيتي العاصمة. حصلت الولايات المتحدة من المكسيك بموجب معاهدة غوادالوبي هيدالغو على أقاليم كاليفورنيا ونيفادا، ويوتا، ومعظم أريزونا ونيومكسيكو وأجزاء من كولورادو وويومينج. ولكن كثيرًا من المؤرخين يعتقدون أن الحرب كانت هجومًا غير ضروري على دولة ضعيفة.

## الخلفية

### المكسيك بعد الاستقلال
حصلت المكسيك على الاستقلال من الإمبراطورية الإسبانية مع توقيع معاهدة قرطبة في عام 1821 بعد عقد من الصراع بين الجيش المَلَكي والمتمردين من أجل الاستقلال، دون أي تدخل أجنبي. أدّى الصراع إلى تدمير مناطق تعدين الفضة في زاكاتيكاس وغواناخواتو، حتى بدأت المكسيك كدولة ذات سيادة مع تدمير استقرارها المالي في المستقبل من صادراتها الرئيسية. اختبرت المكسيك لفترة وجيزة نظام الحكم المَلَكي، لكن في النهاية أصبحت جمهورية في عام 1824. تميزت هذه الحكومة بعدم الاستقرار دون أي خطط مُسبقة لتفادي أي صراع دولي كبير وخاصة عندما اندلعت الحرب مع الولايات المتحدة في عام 1846. كانت المكسيك قد قاومت بنجاح المحاولات الإسبانية لإعادة مستعمرتها السابقة في عام 1820 وقاومت الفرنسيين في ما يسمى حرب الكعك في عام 1838، لكن نجاح الانفصاليين في تكساس واليوكاتان ضد الحكومة المركزية في المكسيك أظهر ضعف الحكومة المكسيكية، التي غيّرت مقاعدها عدة مرات. كانت المؤسسة العسكرية المكسيكية والكنيسة الكاثوليكية في المكسيك، وكلاهما من المؤسسات المميزة ذات الآراء السياسية المحافظة، أقوى سياسيًا من الدولة المكسيكية.

### التّوسع الأمريكي
منذ أوائل القرن التاسع عشر، سعت الولايات المتحدة لتوسيع أراضيها. ومع شراء جيفرسون لويزيانا من فرنسا في عام 1803، أعطى إسبانيا والولايات المتحدة حدود غير محددة. خاضت الولايات المتحدة اليافعة والضعيفة حرب 1812 ضد بريطانيا إذ شنّت الولايات المتحدة غزوًا غير ناجحًا على كندا البريطانية ثم شنّت بريطانيا غزوًا مضادًا غير ناجحًا بنفس القدر. تم حلّ بعض القضايا الحدودية بين الولايات المتحدة وإسبانيا مع معاهدة أدامز-أونيس لعام 1818. أراد المفاوض الأمريكي جون كوينسي آدامز حيازة شرق فلوريدا بشكل واضح وإنشاء مطالبات أمريكية فوق خط العرض 42، في حين سعت إسبانيا إلى الحدّ من توسيع الولايات المتحدة إلى ما هو الآن الجنوب الغربي الأمريكي. ثم سعت الولايات المتحدة لشراء الأراضي من المكسيك ابتداءًا من عام 1825. بذل رئيس الولايات المتحدة أندرو جاكسون جهدًا مستمرًا للحصول على الأراضي المكسيكية الشمالية، لكن جميع محاولاته قد باءت بالفشل.
يذكر المؤرخ بيتر غواردينو أن أعظم ميزة للولايات المتحدة في الحرب كانت ازدهارها الاقتصادي. ساهم الازدهار الاقتصادي في الاستقرار السياسي في الولايات المتحدة، وخلافًا لعدم الاستقرار المالي في المكسيك، كانت الولايات المتحدة دولة مزدهرة مع الموارد الكبرى التي تفتقر إليها المكسيك. وقد وقعت حرب استقلالها قبل أجيال وكانت صراعًا قصيرًا نسبيًا انتهى بالتدخل الفرنسي إلى جانب المستعمرات الثلاث عشر. بعد الاستقلال، نمت الولايات المتحدة بسرعة وتوسعت غربًا، ما أدى إلى تهميش وتشريد الأمريكيين الأصليين حيث قام المستوطنون بتطهير الأراضي وإنشاء المزارع عوضًا عنها. مع بدء الثورة الصناعية عبر المحيط الأطلسي وزيادة الطلب على القطن لمصانع النسيج، تم إنشاء سوق خارجية كبيرة لسلعة قيمة من إنتاج العبيد في الولايات الجنوبية. ساعد هذا الطلب على توسيع نطاق الوقود إلى شمال المكسيك. على الرغم من وجود صراعات سياسية في الولايات المتحدة، فقد تم احتوائها إلى حد كبير ضمن إطار الدستور ولم تسفر عن ثورة أو تمرد بحلول عام 1846، بل عن صراعات سياسية جزئية بسيطة. كان الدافع وراء توسع الولايات المتحدة جزئيًا هو الحاجة إلى الحصول على أراض جديدة لأسباب اقتصادية، لا سيما مع استنفاد القطن للتربة في مناطق الجنوب إذ كان لا بد من زراعة أراض جديدة لتوريد الطلب عليها. سعى الشماليون في الولايات المتحدة لتطوير الموارد الموجودة في البلاد وتوسيع القطاع الصناعي دون توسيع أراضي الدولة. أدّى توسع العبيد في إقليم جديد إلى تعطيل التوازن القائم بين المصالح الجزئية. دعم الحزب الديمقراطي بقوة التوسع، لذلك ليس من قبيل الصدفة أن الولايات المتحدة قد شاركت في الحرب مع المكسيك في عهد الرئيس الديمقراطي جيمس كيه بولك.

### التوتر في شمال المكسيك
لم تمارس المكسيك الاستعمارية ولا الدولة المكسيكية الحديثة السيادة فعليًا على أقصى شمال المكسيك وغربها. تراجعت قدرات المكسيك العسكرية والدبلوماسية بعد حصولها على استقلالها عن أسبانيا في عام 1821، وتركت نصف البلاد الشمالي عرضة لهجمات قبائل الكومانشي والأباتشي والنافاجو من الأمريكيين الأصليين. استغلت قبيلة الكومانشي بشكل خاص ضعف الدولة المكسيكية لشنّ غارات واسعة النطاق على البلاد لمئات الأميال لاقتناء الماشية لاستخدامها بأنفسهم ولتوريد سوق موسعة في تكساس والولايات المتحدة.
كانت المنطقة الشمالية من المكسيك قليلة الاستيطان بسبب مناخها وتضاريسها. إذ كانت تُعتبر صحراوية مع القليل من الأمطار حتى أن الزراعة المستقرة لم تتطور هناك أبدًا خلال فترات ما قبل الإسبانية أو الاستعمارية. خلال الحقبة الاستعمارية (1521-1821)، لم تكن هذه الحقبة خاضعة لسيطرة سياسية جيدة. بعد الاستقلال، نازعت المكسيك مع الصراعات الداخلية التي اشتعلت في بعض الأحيان على الحرب الأهلية، بالإضافة إلى أن الوضع على الحدود الشمالية لم يكن أولوية عالية للحكومة في وسط المكسيك. أما في شمال المكسيك، اتسمت نهاية الحكم الإسباني بانتهاء تمويل هيئة الرئاسة وتقديم الهدايا للأمريكيين الأصليين للحفاظ على السلام. نجحت قبيلتي الكومانشي والأباتشي في مداهمة الماشية ونهب معظم شمال المكسيك خارج المدن المتناثرة. أدّت الغارات بعد عام 1821 إلى وفاة العديد من المكسيكيين ووقف معظم وسائل النقل والاتصالات وتدمير صناعة المزارع التي كانت دعامة رئيسية للاقتصاد الشمالي. ونتيجة لذلك، لم يبدِ السكان المدنيون المحبطون في شمال المكسيك أي شكل من اشكال المقاومة ضد الجيش الأمريكي الغازي.
جعلت المسافة والنشاط العدائي من الأمريكيين الأصليين الاتصالات والتجارة بين قلب المكسيك والمقاطعات مثل ألتا كاليفورنيا ونيو مكسيكو صعبة للغاية. ونتيجة لذلك، اعتمدت نيو مكسيكو على تجارة سانتا في ترايل البرية مع الولايات المتحدة عند اندلاع الحرب.
هدفت سياسة الحكومة المكسيكية لتوطين مواطني الولايات المتحدة في مقاطعة تيخاس إلى توسيع نطاق السيطرة إلى أراضي الكومانشي، الكومانشيرية. لكن بدلًا من الاستقرار في الأجزاء الوسطى والغربية الخطرة من المقاطعة، استقر الناس في شرق تكساس، التي كانت تحتفظ بأراضي زراعية غنية متجاورة مع ولايات العبيد الأمريكية الجنوبية. مع تدفق المستوطنين من الولايات المتحدة، عملت الحكومة المكسيكية على زيادة التسوية مع قانون الإبطالية عام 1829.

## أسباب الحرب

### الخلفية التاريخية للحرب
ثارت تكساس في عام 1835م على الحكومة المكسيكية التي كانت تسيطر وقتها على الإقليم. وأسس التكساسيون جمهورية تكساس في عام 1836م، ولكن المكسيك رفضت الاعتراف باستقلال تكساس.
حذرت الحكومة المكسيكية الولايات المتحدة بأنها ستعلن الحرب إذا أصبحت تكساس جزءًا من الولايات المتحدة. وفي عام 1844م، انتُخب جيمس بوك رئيسًا للولايات المتحدة، وصرّح بأنه يؤيد ضم تكساس. وفي عام 1845م، أصبحت تكساس ولاية أمريكية، فقطعت المكسيك علاقاتها مع الولايات المتحدة، ولكنها لم تعلن الحرب، وكان يمكن تسوية مسألة ضم تكساس بطرق سلمية، ولكن ظهرت خلافات أخرى.
كان أحد هذه النزاعات مشكلة الحدود بين تكساس والمكسيك؛ فقد طالبت تكساس بريوجراند لتكون حدها الجنوبي الغربي. ولكن المكسيك ردّت بأن تكساس لم تمتد أبدًا لأبعد من نهر نيوسيس. بالإضافة إلى ذلك، كانت المكسيك مدينة لمواطني الولايات المتحدة بنحو ثلاثة ملايين دولار أمريكي للتعويض عن الأرواح والممتلكات التي خسروها في المكسيك بسبب الثورات والسرقات والمصادرات منذ العشرينيات من القرن التاسع عشر.
بحلول الأربعينيات من القرن التاسع عشر الميلادي، طالب كثير من الأمريكيين بأن تُحصِّل الولايات المتحدة هذه الديون بالقوة. وأهم من ذلك الشعور المتزايد في الولايات المتحدة بأنه يتحتم عليها أن تتوسع غربًا في الأراضي الجديدة.
أدخلت التحركات الحدودية الأمريكيين في الأراضي المكسيكية وبخاصة كاليفورنيا. وقد كانت المكسيك أضعف من أن تحكم أو تعمر أراضيها الشمالية بالسكان. وكان المقيمون من الأمريكيين والمكسيكيين مستائين من الحكم المكسيكي. وبدت كاليفورنيا مستعدة تقريبًا لأن تعلن استقلالها.

### الأحداث التي أدت إلى قيام الحرب
في خريف عام 1845م، أُرسل الرئيس بوك جون سليدل إلى المكسيك وزيرًا أمريكيًا. وكان على سليدل أن يعرض على المكسيك دفع 25 مليون دولار أمريكي، ويلغي كل المطالبات بالتعويضات إذا قبلت المكسيك بريوجراند حدًا لأراضيها، وباعت نيومكسيكو وكاليفورنيا للولايات المتحدة.
أما إذا رفضت المكسيك بيع نيومكسيكو وكاليفورنيا، فعلى سليدل أن يعرض عليها إلغاء المطالبات بشرط أن تقبل المكسيك ريوجراند حدًا بينها وبين الولايات المتحدة. وعندما وصل سليدل كانت هناك ثورة في المكسيك. وقد خشي الرئيسان القديم والجديد معًا من أن يتهمهما أعداؤهما بالجُبن إذا قدّما تنازلات للولايات المتحدة. فرفضا مقابلة سليدل الذي عاد إلى بلده، وأخبر بوك بأن المكسيك تحتاج إلى تأديب.
في غضون ذلك، أمر بوك اللواء زكاري تيلور الذي كان متمركزًا مع 3,000 جندي على نهر نيوسيس بأن يتقدم نحو ريوجراند. بلغ تيلور النهر في أبريل 1846م وعبرت قوة مكسيكية النهر لملاقاته. وفي 25 أبريل، هزمت قوة كبيرة من المكسيكين قوة صغيرة من الفرسان الأمريكيين.
كان بوك قد قرر أن يطلب من الكونغرس إعلان الحرب على المكسيك. وقد أعطته أخبار المعركة الفرصة في أن يقول: إن المكسيك قد غزت أراضينا وأراقت الدماء الأمريكية على التراب الأمريكي. وفي الواقع، فإن للمكسيك حقًا مقنعًا كحق الولايات المتحدة في ذات الأرض التي أريقت فيها الدماء. ولكن في 13 مايو 1846م أعلن الكونغرس الحرب على المكسيك.

## الحرب
كان للولايات المتحدة هدفان: أراد الأمريكيون احتلال الأراضي التي كانوا قد طلبوا من المكسيك بيعها، كما أرادوا أيضًا غزو المكسيك حتى يرغموا المكسيكيين على الموافقة على السلام.

### احتلال نيومكسيكو وكاليفورنيا

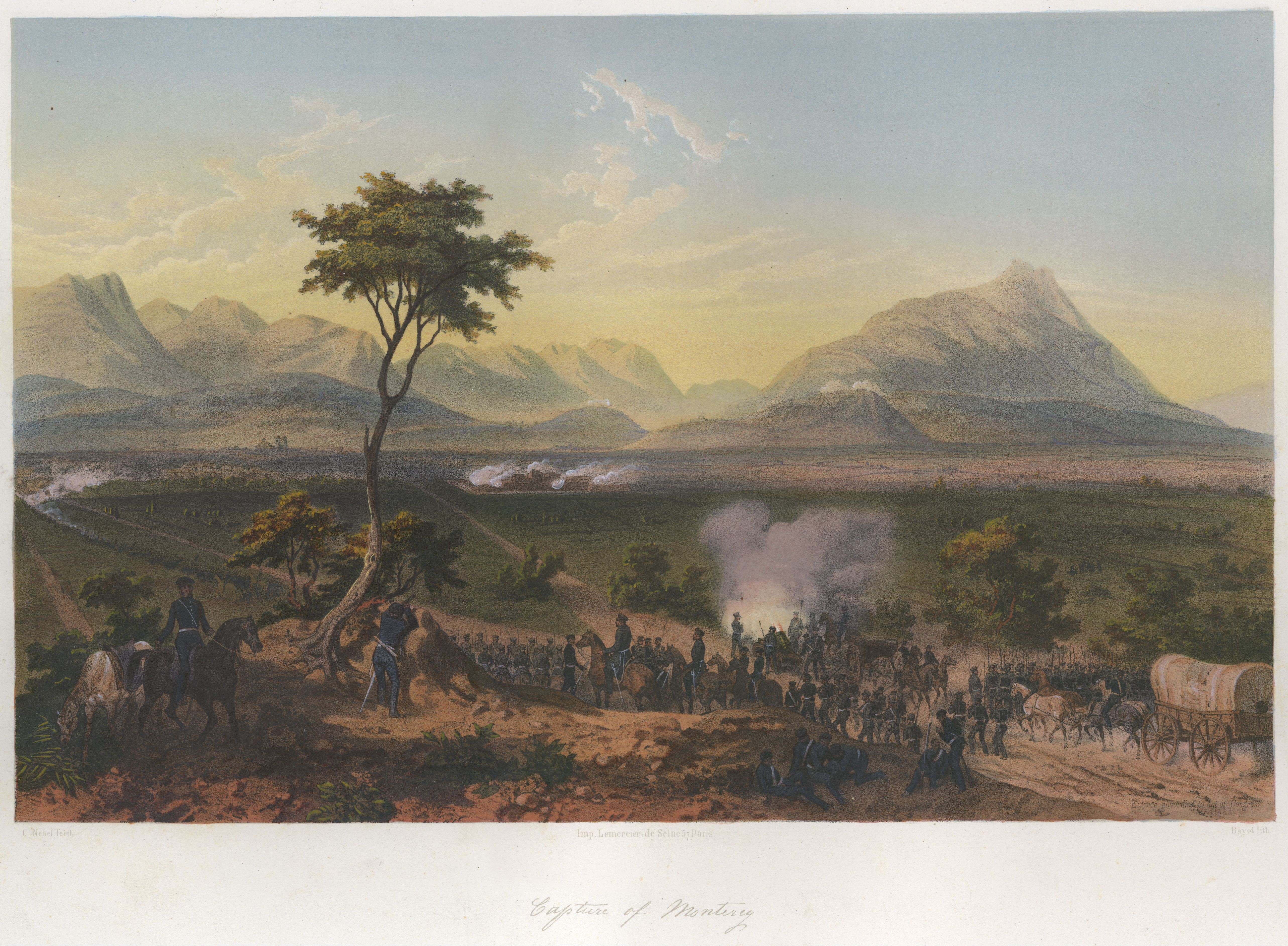
معركة مونتيري، رسم كارل نيبل.

خرج اللواء ستيفن كيرني في يونيو 1846م، ومعه نحو 1,700 جندي من حصن ليفنوروث وكنساس للاستيلاء على نيومكسيكو. وفي أغسطس، دخلت الحملة مدينة سانتافي في نيومكسيكو وسيطرت على نيومكسيكو. وفي الشهر التالي، شق كيرني طريقه عبر الصحراء إلى كاليفورنيا.
في غضون ذلك، وفي يونيو 1846م، تمردت جماعة من المستوطنين الأمريكيين في كاليفورنيا على الحكومة المكسيكية وأصبح هذا التمرد معروفًا بتمرد راية الدب، وذلك لوجود دب أبيض بنقط رمادية على راية المستوطنين. وفي يوليو، استولت قوات الولايات المتحدة الأمريكية بقيادة العميد بحري جون دي سلوت على مدينة مونتيري الكاليفورنية، واحتلت منطقة سان فرانسيسكو. وفي السادس من ديسمبر قاد كيرني نحو 100 جندي في معركة سان باسكال الدامية بالقرب من سان دييجو. وقد ساعدت الإمدادات العسكرية من سان دييجو في إنقاذ الجيش الأمريكي الصغير.
في يناير 1847م، انتصرت قوات الولايات المتحدة بقيادة كيرني والعميد بحري روبرت سكولتون من سلاح البحرية في معركة سان غبريال بالقرب من لوس أنجلوس. وقد أكمل هذا النصر السيطرة الأمريكية على كاليفورنيا.

### حملة تيلور

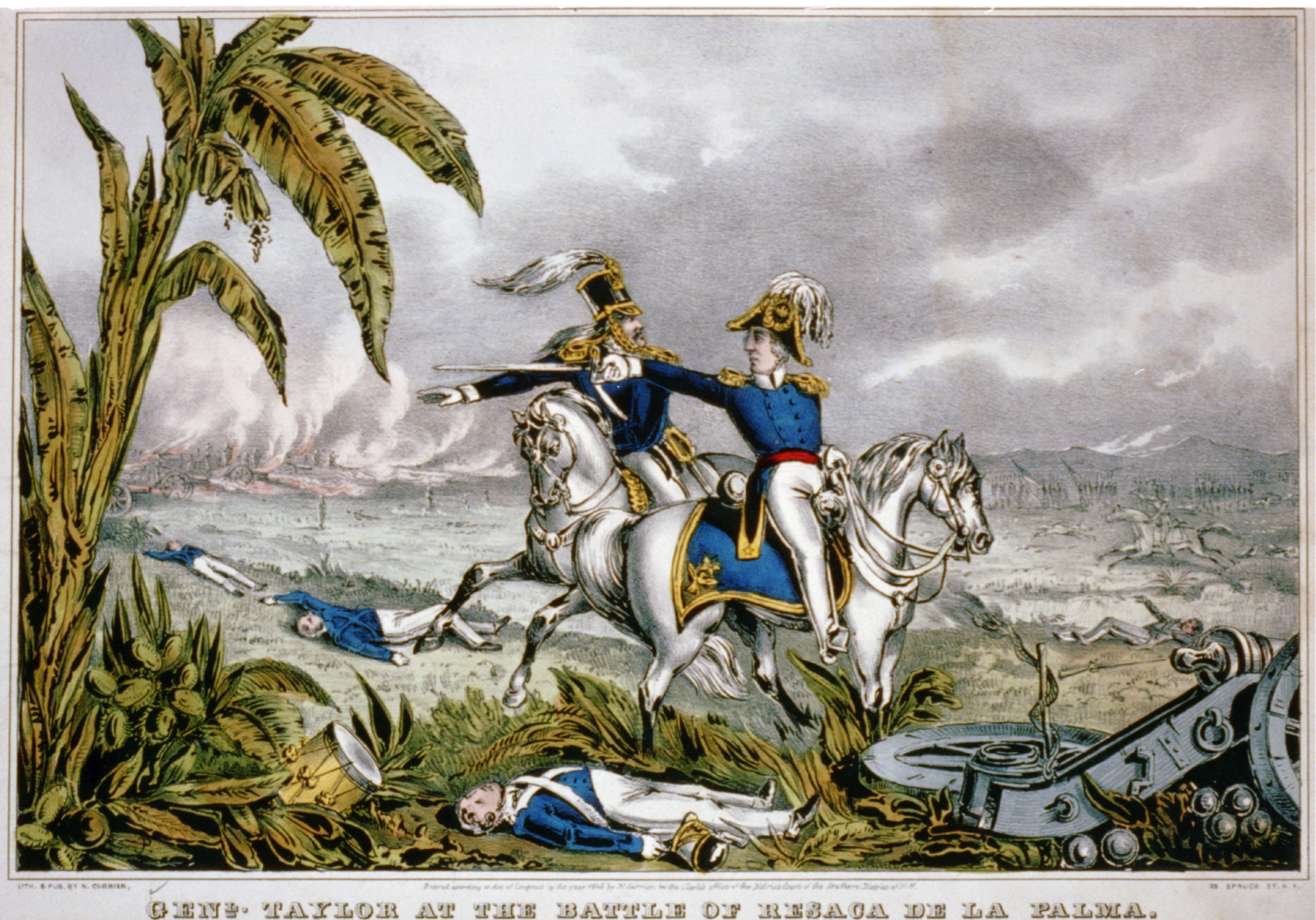
الجنرال تايلور في معركة ريساكا دي لا بالما.

قبل أن تبدأ الحرب رسميًا، كان اللواء زكاري تيلور قد رد المكسيكين عبر ريوجراند الجنوبية إلى ماتاموروس في معركتي بالو ألتو وريساكا دي لا بالما.
وفي 18 مايو 1846م، عبر النهر واحتل ماتاموروس. وبعد أن انتظر وصول قوات جديدة، حرّك جيشه لأعالي النهر وسار نحو مدينة مونتيري المهمة. فسقطت مونتيري في 24 سبتمبر بعد معركة ضارية. وقبل نهاية العام نفسه، كان تيلور قد احتل سالتيلُّو وفكتوريا، وهما أهم مدينتين في شمال شرقي المكسيك. مع ذلك، استمرت المكسيك في رفض التفاوض مع الولايات المتحدة.
قرر بوك ومستشاروه أن ينزلوا جيشًا في فيراكروز على الساحل الشرقي، ويوجهوا ضربة لمكسيكو سيتي. وصدرت الأوامر لكثير من أفضل جنود تيلور بالانضمام إلى اللواء وينفيلد سكوت الذي تم تعيينه مسؤولاً عن الحملة الجديدة. وكان أنطونيو سانتا أَنّا رئيس المكسيك قائدًا للجيش المكسيكي. عَلِم سانتا أَنّا بالخطط الأمريكية فقاد في الحال جيشًا ضخمًا ضد تيلور بوينا فيستا في الجبال وراء سالتيلّو لكن المكسيكيين انهزموا هزيمة مُرّة. وأصبح اللواء تيلور بطلاً نتيجة لانتصاراته، وانتخب رئيسًا للولايات المتحدة في عام 1848م.

### انتصارات دونيفان
في ديسمبر 1846م، قاد الكولونيل ألكسندر دونيفان نحو 850 جنديًا جنوبي سانتافي للاستيلاء على مدينة شيواهوا المكسيكية. وقد هزم الجنود الأمريكيون جيشًا مكسيكيًا في إلبرازيتو في يوم عيد الميلاد.
انتصر جيش دونيفان في معركة ساكرامنتو الحامية، والتي قاتل فيها خارج شيواهوا مباشرة في 28 فبراير 1847م. واحتل الأمريكيون المدينة في الأول من مارس.

### حملة سكوت

حملة سكوت.

كان اللواء سكوت في هذا الوقت الضابط الأعلى رتبة في جيش الولايات المتحدة. في التاسع من مارس 1847م، نزل بقوة قوامها نحو 10,000 رجل بالقرب من فيراكروز. وبعد عشرين يومًا، استولى على المدينة، وفي أبريل بدأ تقدمه نحو العاصمة المكسيكية. اقتحم الجيش الأمريكي موقعًا جبليًا في سرّو جوردو في 17 و18 أبريل ثم واصل سيره. وبالقرب من مكسيكو سيتي حارب الجنود الأمريكيون في معركة كونتريراس وشوروبوسكو في 19 و20 أغسطس وانتصروا. كان الجيش المكسيكي متفوقًا في العدد، ولكنه للمرة الثانية، كان سيئ الإعداد والقيادة.
بعد أسبوعين من الهدنة، كسب الأمريكيون معركة مولينو دل ري واقتحموا حصن شابولتبيك في أعلى الجبل واستولوا عليه. وفي اليوم التالي، دخل الأمريكيون مكسيكو سيتي.

### معاهدة السلام
على الرغم من كل الانتصارات الأمريكية، فإن المكسيك رفضت أن تناقش أي معاهدة سلام. وفي أبريل 1847، أرسل بوك نيكولاس تريست الوكيل الأول بوزارة الخارجية للانضمام لجيش سكوت في مكسيكو ولمحاولة فتح باب مفاوضات دبلوماسية مع سانتا أَنّا. وعندما فشلت هدنة أغسطس استدعى الرئيس تريست، ولكن سانتا أَنّا استقال بعد فترة قصيرة من دخول سكوت العاصمة المكسيكية.
شكلت المكسيك حكومة جديدة كانت مستعدة لقبول المطالب الأمريكية. وبطلب من القادة المكسيكيين واللواء سكوت، وافق تريست على أن يبقى في المسكيك ليصل إلى تسوية.
وقعت المعاهدة في الثاني من فبراير 1848 في قرية جوادالوب هيدالجو بالقرب من مكسيكو سيتي. في ذلك الوقت، كان كثير من الناس في الولايات المتحدة يريدون ضم كل المكسيك. ولكن المعاهدة اقتضت أن تتخلى المكسيك فقط عن الأرض التي كان قد طلبها أصلاً بوك؛ أي منطقة الريوجراند ونيومكسيكو وكاليفورنيا. ودفعت الولايات المتحدة للمكسيك 15 مليون دولار مقابل هذه الأرض التي عرفت بالتنازل المكسيكي.
وفي عام 1853، منحت صفقة غادسدن 767,76 كم² إضافيًا من الأرض للولايات المتحدة.

### نتائج الحرب
كسبت الولايات المتحدة أكثر من 1,360,000 كم² من الأرض نتيجة للحرب، ولكن الحرب أحيت النزاعات حول الرق. فقد نشب الخلاف حول الأرض الجديدة أتكون مستعبدة أم حرة؟ جعلت تسوية عام 1850م كاليفورنيا حرة، ووضعت مبدأ السيادة الشعبية.
دربت الحرب المكسيكية كثيرًا من الضباط الذين حاربوا في الحرب الأمريكية الأهلية فيما بعد. ومن بين الذين حاربوا في الحملات المكسيكية يوليسيس جرانت، ووليم شيرمان، وجورج بي. مكليلان، وجورج جوردون ميد، وروبرت لي، وستون وول جاكسون، وجيفرسون ديفز.

## أهم المعارك
شملت المعارك الرئيسية في الحرب المكسيكية:
- معركة بالو ألتو (Battle of Palo Alto)

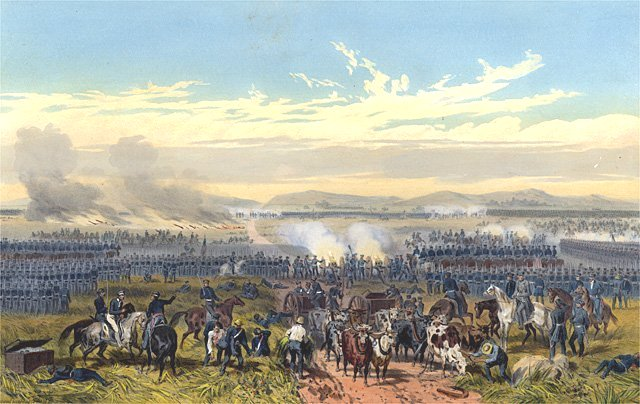
معركة بالو ألتو.

وهي إحدى المعارك الأولى في الحرب. هزمت قوات اللواء تيلور القوات المكسيكية بقيادة اللواء ماريانو أريستا في الثامن من مايو 1846م في سهل شمال شرقي براونزفيل في تكساس.
- معركة ريساكا دي لا بالما (Battle of Resaca de la Palma)

سحق جيش مكوّن من2,3000 رجل بقيادة تيلور، 5,000 جندي مكسيكي بقيادة أريستا في مقاطعة كاميرون بالقرب من براونزفيل بتكساس في التاسع من مايو 1846م. سمح الانتصاران اللذان حققهما تيلور له بأن يعبر الريوجراند وأن يغزو المكسيك.
- معركة بوينا فيستا (Battle of Buena Vista)

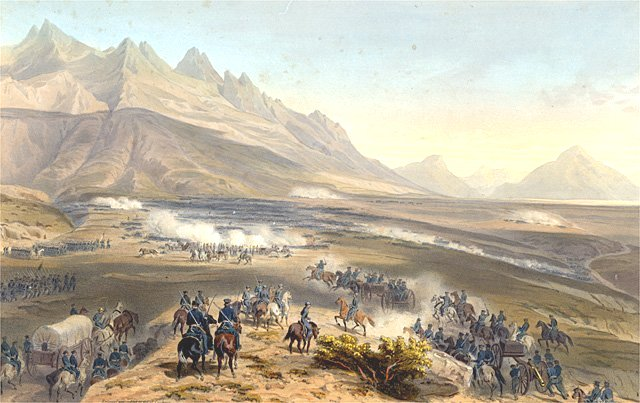
معركة بوينا فيستا.

وكانت بالقرب من مزرعة ماشية في بوينا فيستا بالمكسيك، وقد دافعت قوة تيلور العسكرية المكونة من 5,000 رجل عن ممر جبلي ضيق لصد جيش سانتا أَنّا الذي يتراوح ما بين 16,000 و 20,000 رجل، وبهذه المعركة التي خاضتها القوات الأمريكية في 22 و23 فبراير 1847م، أحكم الأمريكيون قبضتهم على الشمال الشرقي للمكسيك.
- معركة سيرو جوردو (Battle of Cerro Gordo)

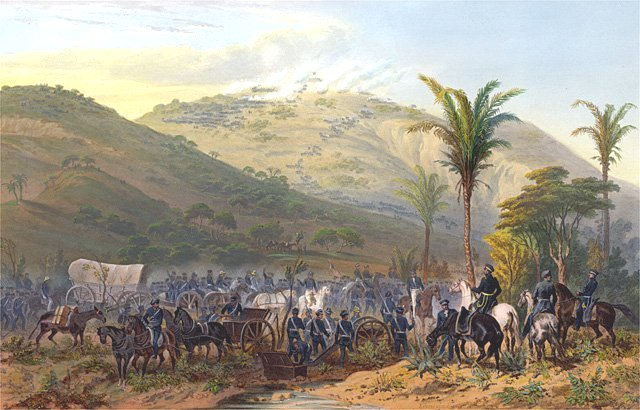
معركة سيرو جوردو.

تعد هذه المعركة من بين أهم المعارك التي خاضها الأمريكيون في طريقهم من فيراكروز إلى مكسيكو سيتي. وتقع سيرو جوردو، وهي موقع جبلي حصين بالقرب من جلابا، على مسافة 97 كم شمال غربي فيراكروز.
هاجمت قوة اللواء سكوت العسكرية المكونة من 9,000 رجل 13,000 مكسيكي بقيادة سانتا َنّا وأجبرتهم على الفرار. أما الحرب التي جرت في 17 و18 أبريل 1847م، فقد مهدت الطريق لغزو مكسيكو سيتي.
- معركة شوروبوسكو (Battle of Churubusco)

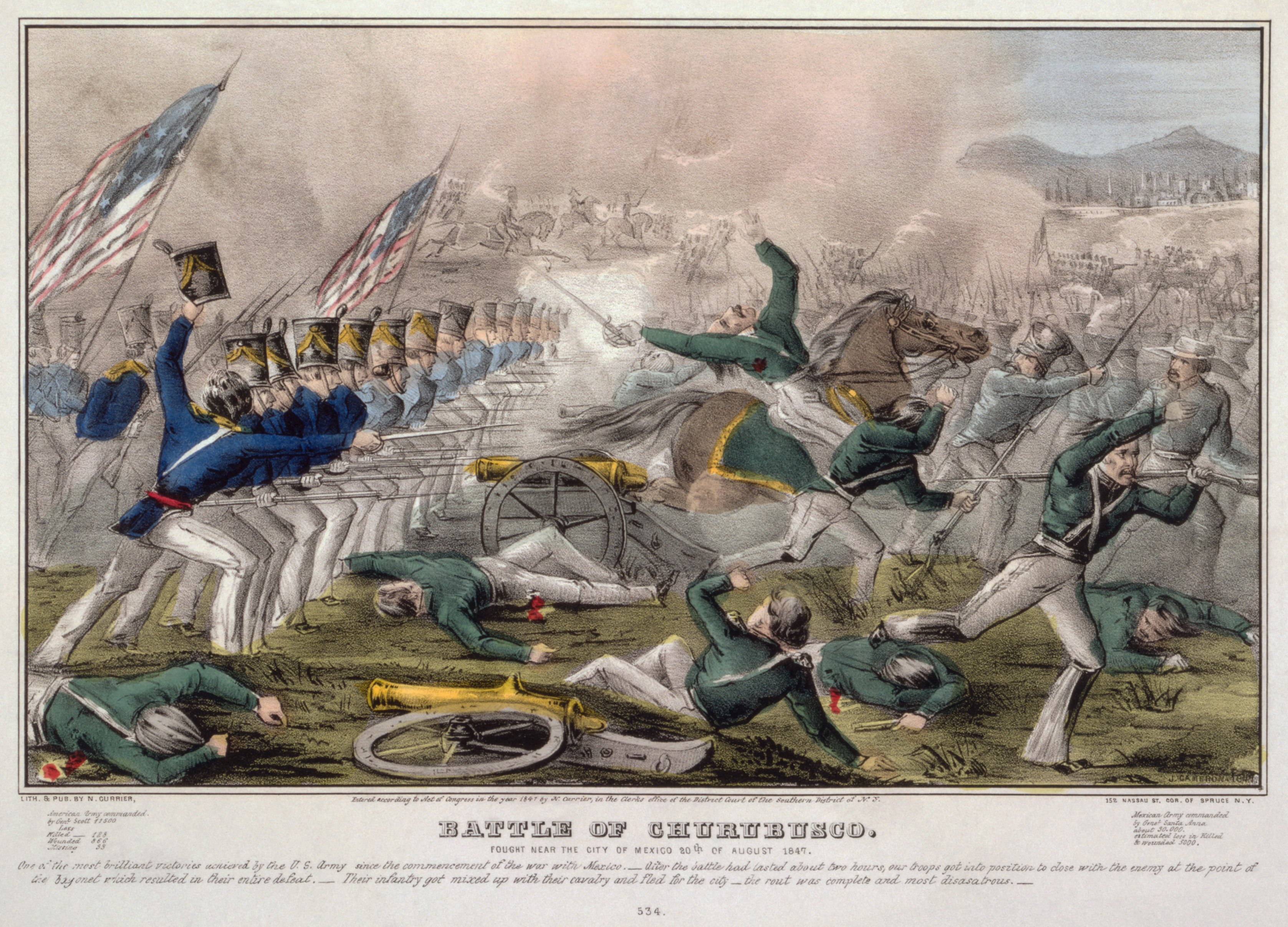
معركة شوروبوسكو.

دارت في قرية شوروبوسكو الصغيرة التي تقع على بعد 10 كم جنوبي مكسيكو سيتي، وحقق فيها جيش سكوت في 20 أغسطس 1847م نصرًا كبيرًا آخر حيث اقتحم جنود سكوت معسكر كونتريراس المحصّن، ثم هاجموا القوة المكسيكية العسكرية في شوروبوسكو. وأخيرًا، هرب المكسيكيون ولاذوا بالفرار داخل أسوار العاصمة. وقد كان للأمريكيين نحو 9,000 رجل في المعركة مقابل نحو 30,000 مكسيكي.
- معركة تشابولتيك (Battle of Chapultepec)

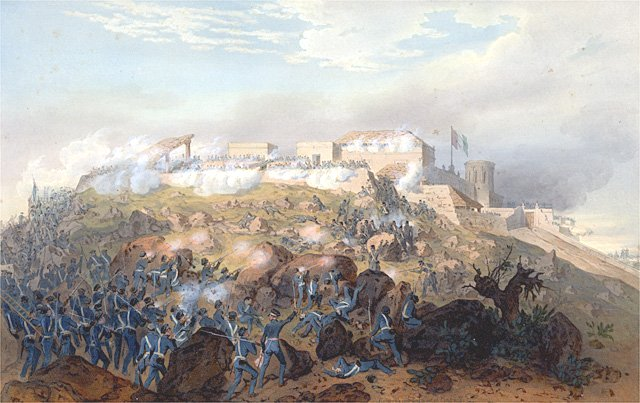
معركة تشابولتيك.

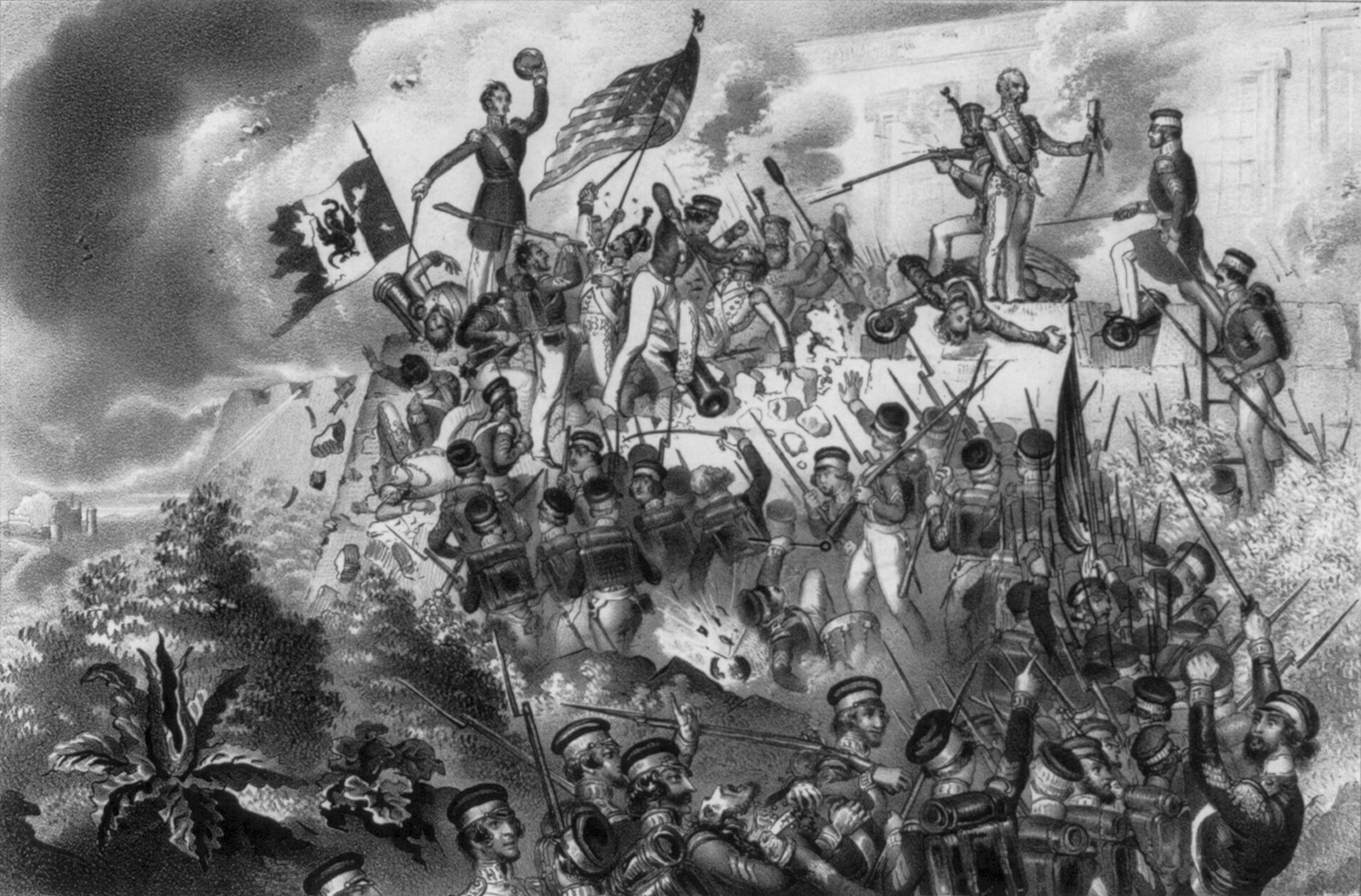
اقتحام تشابولتيبيك

هي آخر معارك الحرب قبل الاستيلاء على مكسيكو سيتي. وفي 12 سبتمبر 1847م هاجم رجال سكوت تشابولتيك وهو تل محصن يحمي مداخل المدينة. استمرت الهجمات في اليوم التالي إلى أن تراجع المكسيكيون إلى مكسيكو سيتي. وفي 14 سبتمبر، دخلت قوات سكوت العاصمة المكسيكية.

## معاهدة غوادولوب هيدالغو
وُقّعتْ معاهدة غوادولوب هيدالغو في الثاني من فبراير عام 1848 الذي استسلمت فيه المكسيك تحت ضغط إعطاء منطقة واسعة مِنْ الأرضِ إلى الولايات المتّحدةِ مقابل مبلغِ 15$ مليون دولار أمريكي.